# Mareil-en-Champagne
Mareil-en-Champagne är en kommun i departementet Sarthe i regionen Pays de la Loire i nordvästra Frankrike. Kommunen ligger i kantonen Brûlon som tillhör arrondissementet La Flèche. År 2022 hade Mareil-en-Champagne 346 invånare.

## Befolkningsutveckling
Antalet invånare i kommunen Mareil-en-Champagne
| Referens: INSEE |